# M.I.B (groupe)
Pour les articles homonymes, voir MIB.
M.I.B (coréen : 엠아이비, diminutif du nom de Most Incredible Busters) est un boys band de pop-rap sud-coréen, originaire de Séoul. Il est formé en 2011 par le label Jungle Entertainment. Au départ, Jungle Entertainment investit 1,7 million de dollars en 2009 pour le lancement du groupe. Leur tout premier album, intitulé Most Incredible Busters, est sorti le 25 octobre 2011 en Corée du Sud.
Les fans de M.I.B se nomment les « Busters ». Pour leur formation, ils travaillent dans plusieurs pays (Corée du Sud, Japon et États-Unis) afin d'obtenir des cours de chant et de danse donnés par des professionnels. Le groupe se sépare en 2017.

## Biographie

### Débuts
Pour se faire connaître, chaque membre du groupe sort un single en solo accompagné d'un clip. Le premier single mis en vente est celui de 5zic, le leader du groupe, intitulé Beautiful Day, sorti le 6 octobre 2011. Il est ensuite suivi par KangNam avec Say My Name, sorti le 17 octobre,,,. Après leur première performance sur scène au M! Countdown le 26 octobre 2011 avec la chanson Girls, Drinks, Money, le boys band se produit au Muse Live at Music Hall pour promouvoir leur album,,,,,,.
Leur tout premier album, intitulé Most Incredible Busters, est sorti le 25 octobre 2011 en Corée du Sud,,,,,. G.D.M est la chanson titre qui a servi de promotion à l'album.

### Accident et séparation
Le 4 avril 2012, un incendie a éclaté dans l’hôtel privé des M.I.B. Pendant l'incendie, deux stylistes ont été victimes de l'accident, l'un des deux a été tués sur le coup, tandis que l'autre est décédé à l'hôpital après avoir repris conscience. À la suite de ce drame, le groupe fait une pause pendant près de deux mois, et reprend ses activités avec la sortie de leur mini-album Illusion le 30 mai 2012, et le single Only Hard for Me, le 29 mai 2012, chanson qui sert à promouvoir leur album. Le 10 avril 2013, le groupe est de retour avec un nouveau mini-album intitulé Money in the Building. Nod Along ! est la chanson qui sert de promotion à l'album, dont le clip est sorti le 9 avril 2013.
Le 4 janvier 2017, Signal Entertainment annonce la séparation du groupe.

## Membres
- KangNam (Namekawa Yasuo (滑川康男?))[23]
- 5Zic (Kim Han-gil ; coréen : 김한길)[23]
- Young Cream (Kim Seo-An ; coréen : 김서안)[23]
- Sims (Sim Jong-su ; coréen : 심종수)[23]

## Discographie

### Albums studio
| Informations |
| --- |
| Most Incredible Busters - Date de sortie : 25 octobre 2011 - Format : CD, Digital Download - Label : Jungle Entertainment - Distribution : Mnet Media |

### EP
| Informations |  |
| --- |  |
| Illusion - Date de sortie : 30 mai 2012 - Format : CD, téléchargement - Label : Jungle Entertainment - Distribution : Mnet Media            |  |
| |  |
| Money in the Building - Date de sortie : 10 avril 2013 - Format : CD, téléchargement - Label : Jungle Entertainment - Distribution : CJ E&M |  |

### Singles
- 2011 : Beautiful Day - 5zic feat. BEE
- 2011 : Do U Like Me - Cream
- 2011 : Hands Up - SIMS
- 2011 : Say My Name - KangNam
- 2011 : Girls, Drinks, Money
- 2011 : Celebrate
- 2012 : Only Hard For Me (나만 힘들게)
- 2013 : Nod Along ! (끄덕여줘!)